# Oton III. Koroški
Oton III. (ok. 1265 – 25. maj 1310), član rodbine goriških grofov (dinastija Majnhardincev), je bil od leta 1295 do smrti koroški vojvoda in tirolski grof. Vladal je skupaj z mlajšima bratoma Ludvikom in Henrikom VI.

## Življenje
Oton je bil sin koroškega vojvode Majnharda in njegove žene Elizabete Bavarske, vdove nemškega kralja Staufovca Konrada IV. Njegovemu očetu je nemški kralj Rudolf I. leta 1286 podelil koroško vojvodino, v zameno za njegovo podporo Habsburžanom proti češkemu kralju Otokarju II. Otonova sestra Elizabeta je bila poročena z Rudolfovim sinom Albertom Habsburškim in je leta 1298 postala nemška kraljica.
Ko je leta 1295 vojvoda Majnhard umrl, so njegovi sinovi podedovali dobro organizirano državo, saj je njihov oče postavil temelje za učinkovito upravo s spodbujanjem ministerialov in ustvarjanjem tirolskega Raitbucha (knjiga notranjih zapisov). Oton je podpisal pogodbo o meji s sosednjo škofijo Briksen, ki je določila sotočje Adiže in Avisije kot mejo med Tirolsko in Briksnom. Otonovi bratje Albert († 1292), Ludvik in Henrik VI. so bili imenovani za advokate tridentinskih škofov.
Otonov svak Albert Habsburški, izvoljen za rimskega kralja leta 1298, mu je podelil več mitnic. Vendar pa je bil Otonov razkošni dvor breme za njegove finance. Najpomembnejša njegova gospodarska politika je bila širitev in zavarovanje trga v Griesu (danes del Bolzana ) leta 1305, ki je tekmoval s trgom v osrednjem mestu Bolzanu, ki pa mu je vladal škof.
Oton je umrl leta 1310 brez moškega naslednika. Ker sta njegova brata Albert in Ludvik umrla že leta 1292 oziroma 1305, ga je nasledil njegov najmlajši brat, vojvoda Henrik VI.

## Pečat
Na Otonovem pečatu je prikazan konjenik in na njem je naslednji napis v uncialni pisavi : OTTO DEI GRACIA DUX KARINTHIE TIROLIS ET GORICIE COMES AQUILEGENSIS / TRIDENTINE BRISINENSIS ECLESIARU[M] ADVOCATUS. 

## Poroka in potomci
Leta 1297 se je Oton poročil z vojvodinjo Eufemijo (1281–1347), hčerko šlezijskega vojvode Henrika V. Legniškega. Imela sta štiri hčere:
- Ano (ok. 1300 – 1331 ali 35), poročena s palatinskim grofom Rudolfom II.;
- Elizabeto (ok. 1352 ), se je poročila s sicilskim kraljem Petrom II.
- Uršulo († 1327) in
- Eufemijo († 1329 ali 39).

## Dodatni viri
- Wilhelm Baum: Die Grafen von Görz in der europäischen Politik des Mittelalters, Kitab-Verlag, Celovec, 2000,ISBN 3-902005-04-1
- Christoph Haidacher: Die Verwaltungsorganisation Meinhards II. und seiner Nachfolger, v Eines Fürsten Traum. Majnhard II. — Das Werden Tirols , katalog razstave, Schloss Tirol/Stams 1995